# تی-۹۰
تی-۹۰ یکی از گونه‌های تانک‌های پیشرفته ارتش روسیه است که تولید آن از سال ۱۹۹۳ آغاز شد. این تانک با پیشرفت تانک تی-۷۲ ساخت شد.
طراحی این تانک زمانی آغاز شد که ارتش شوروی در سال ۱۹۹۱ اعلام کرد: سیاست تولید همزمان دو یا چند تانک را کنار خواهد گذاشت و در نتیجه تولید فقط یکی از تانک‌های تی-۷۲بی یا تی-۸۰یو ادامه خواهد یافت. اما به جهت اینکه کارخانه‌های اصلی تولید این دو تانک متفاوت بوده و هر کدام نقش مهمی در اقتصاد شهر خود داشتند سفارش کوچکی از هر دو نوع تانک را به این دو کارخانه داده شد. اورال‌واگن‌زواد کارخانه تولید تی-۷۲ به امید انتخاب این تانک از سوی ارتش روسیه نسبت به تانک پیشرفته‌تر و تواناتر تی-۸۰ تصمیم گرفت سیستم کنترل آتش تی-۸۰ و زره واکنشی انفجاری کنتاکت ۵ تی-۸۰ را به روی تی-۷۲ نصب کرده و اصلاحات دیگری را به منظور افزایش قابلیت‌های رزمی آن انجام دهد. ارتش روسیه این مدل بهینه‌شده تی-۷۲ را که نام آن هم به تی-۹۰ تغییر پیدا کرده بود در سال ۱۹۹۶ به عنوان تانک جدید خود انتخاب کرد.
ارتش روسیه هم‌اکنون در حال طراحی تانک جدیدی معروف به پلتفورم تی-۱۴ آرماتا است و به همین جهت میزان تولید تی-۹۰ به شدت کاهش یافته است.

## مدل‌ها
- تی-۹۰: اولین مدل
- تی-۹۰کا: مدل فرماندهی تی-۹۰
- تی-۹۰آ: مدل ارتقاء یافته با موتور وی-۹۲اس۲ به قدرت ۸۴۰ اسب بخار و سیستم دید گرمایی که به تی-۹۰ ولادیمیر هم معروف است.
- تی-۹۰اس: مدل صادراتی تی-۹۰آ
- تی-۹اس بهیشما: مدل ارتقایافته تولید هند تی-۹۰اس
- تی-۹۰ام: مدلی که فقط به صورت پیش‌نمونه تولید شده و از موتور جدیدی با قدرت ۱۲۵۰ اسب بخار، یک زره واکنشی انفجاری جدید به نام رلیکت، طراحی جدید برجک و زره کامپوزیت ارتقایافته، توپ جدید، سیستم دید گرمایی کاترین-اف‌سی ساخت شرکت فرانسوی تالس، یک سیستم ساخت اسرائیل کنترل محیطی برای تهویه هوای داخل تانک، سیستم ناوبری ماهواره‌ای و امکانات پیشرفته دیگری برخوردار است.

### مشتقات
چند خودرو زرهی هم با استفاده از بدنه تی-۹۰ ساخته شده‌اند:
- بی‌آرئی‌ان: خودرو زرهی تعمیر و بازیابی بر اساس شاسی تی-۹۰
- ام‌تی‌یو-۹۰: تانک پل‌ساز
- آی‌آم‌آر-۳: خودرو زرهی مهندسی
- بی‌ام‌آر-۳: خودرو زرهی مین‌روب

## ویژگی‌ها

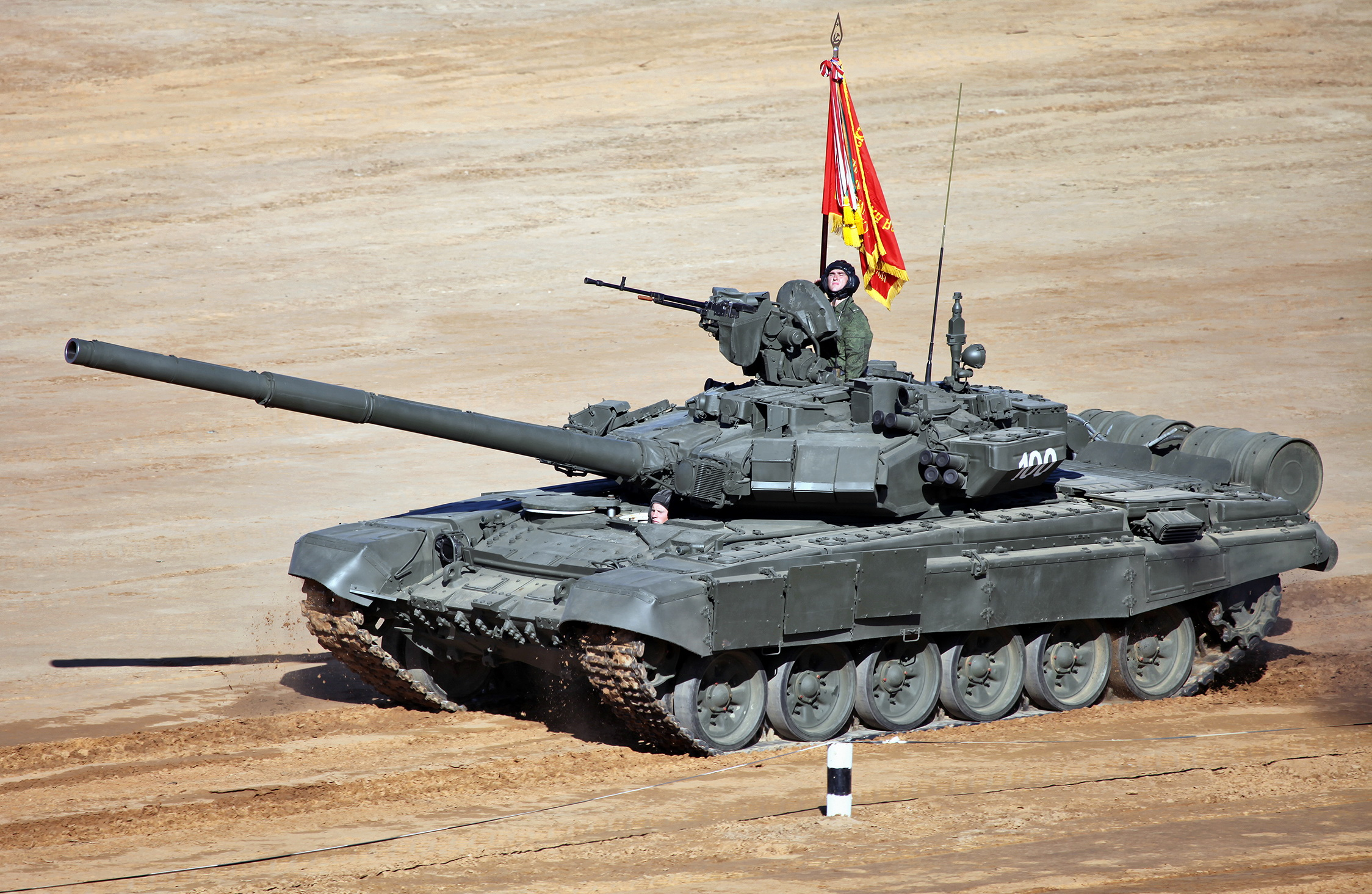
تانک تی_۹۰A

مدل اولیه تی-۹۰ از یک موتور دیزلی ۱۲ سیلندر با قدرت ۸۴۰ اسب بخار استفاده می‌کرد. در مدل تی-۹۰آ موتور پرقدرت‌تر وی-۹۲ با توان ۱۰۰۰ اسب بخار و جدیدترین مدل که تی-۹۰ام نام دارد و هنوز تولید نشده از موتور وی-۹۶ با قدرت ۱۲۵۰ اسب بخار استفاده می‌کند. این موتور چندگانه‌سوز است و علاوه بر گازوئیل می‌تواند از نفت سفید و بنزین هم استفاده کند. نسبت قدرت به وزن در مدل اولیه تی-۹۰ حدود ۱۸٫۰۶ اسب بخار به تن است که به طرز قابل توجهی ضعیف‌تر از تی-۸۰ است.
وزن تی-۹۰ حدود ۴۶٫۵ تن است. حداکثر سرعت آن در جاده به ۶۰ تا ۶۵ و در خارج از جاده به ۴۵ کیلومتر در ساعت می‌رسد و برد عملیاتی آن با سوخت کامل ۵۵۰ تا ۷۰۰ کیلومتر است. تی-۹۰ با استفاده از هواکش (اسنورکل) امکان حرکت در عمق پنج متری آب را دارد و زمان آماده‌سازی آن برای این کار حدود ۲۰ دقیقه است.

### زره و قدرت حفاظتی
قدرت حفاظتی این تانک از زره ترکیبی فولادی و کامپوزیتی، یک زره واکنشی انفجاری، گیرنده‌های هشدار لیزری و سیستم اخلال مادون قرمز در موشک‌های ضدتانک تأمین می‌شود. زره مدل تی-۹۰اس در قسمت جلو بدنه معادل ۹۹۰ تا ۱۰۷۰ میلی‌متر فولاد ورقه‌ای در مقابل گلوله‌های انرژی شیمیایی (انفجاری) و ۶۷۰ تا ۷۱۰ میلی‌متر در مقابل گلوله‌های انرژی جنبشی (فلزی) قدرت مقاومت دارد. قدرت مقاومت قسمت‌های مختلف برجک تانک معادل ۵۸۰–۱۰۵۰ و ۱۳۴۰ میلی‌متر فولاد ورقه‌ای در مقابل گلوله‌های انرژی شیمیایی (انفجاری) و ۴۲۰–۷۵۰ و ۹۲۰ میلی‌متر در مقابل گلوله‌های انرژی جنبشی (فلزی) است. قسمت زیرین جلوی بدنه تانک هم معادل ۳۸۰ میلی‌متر فولاد ورقه‌ای در مقابل گلوله‌های انفجاری و ۲۴۰ میلی‌متر در مقابل گلوله‌های انرژی جنبشی مقاومت دارد.
در سال ۱۹۹۹ در جنگ چچن یک دستگاه تی-۹۰آ مورد اصابت هفت راکت آرپی‌جی قرار گرفت اما با این وجود به فعالیت خود ادامه داده از صحنه نبرد خارج نشد. مقامات دفاعی روسیه نتیجه گرفتند که این تانک بهترین تانک روسی از نظر قدرت حفاظتی است به خصوص در صورتی که سیستم‌های حفاظتی اشتورا و آرنا در آن استفاده شده باشد.

### سلاح و قدرت آتش
سلاح اصلی این تانک یک قبضه توپ بدون خان ۱۲۵ میلی‌متری است که در دهه ۱۹۶۰ برای تانک تی-۶۴ طراحی شده و از آن زمان تاکنون تمام تانک‌های تی-۶۴، تی-۷۲، تی-۸۰ و تی-۹۰ و همچنین برخی از تانک‌های کشورهای دیگر نیز از آن استفاده می‌کنند. امکان شلیک موشک ضدتانک هدایت‌شونده آتی-۱۱ اسنیپر (۹ام۱۱۹) هم از همین توپ وجود دارد که برد آن ۱۰۰ متر تا ۶ کیلومتر و قدرت نفوذ آن در زره معادل ۹۵۰ میلی‌متر فولاد ورقه‌ای است و امکان استفاده از آن علیه بالگرد هم وجود دارد. البته با توجه به قیمت بسیار بالای این موشک فقط واحدهای ویژه آن را در خشاب تانک خود حمل می‌کنند. مسلسل ۷٫۶۲ میلی‌متری پی‌کا به عنوان سلاح هم‌محور توپ اصلی نصب شده است و یک مسلسل ۱۲٫۷ م‌م ان‌اس‌وی‌تی با ۳۰۰ فشنگ و برد مفید ۲ کیلومتر هم روی برجک برای دفاع هوایی از تانک نصب شده است.
تی-۹۰ مثل تانک‌های دیگر روسی از تی-۶۴ به بعد از گلوله‌گذار اتوماتیک استفاده می‌کند و خدمه آن سه نفر (راننده، فرمانده و توپچی) است. گلوله‌گذار اتوماتیک این تانک ۲۲ گلوله را در حالت آماده آتش دارد و گلوله‌گذاری آن ۵ تا ۸ ثانیه طول می‌کشد.
از نظر حفاظتی، هرچند اندازهٔ کوچک و ارتفاع کم این تانک باعث می‌شود تا هدف گرفتن آن دشوار باشد اما یک ایراد مهم آن این است که مهمات برای استفاده فشنگ گذار اتوماتیک توپ اصلی که به روش معروف به چرخ و فلکی فشنگ‌ها را بارگذاری می‌کند، در قسمت جنگی اصلی قرار دارند. به این ترتیب در صورت عبور گلوله مهاجم از زره تانک تمام مهمات منفجر شده و موجب مرگ تمام سرنشینان و انهدام تانک می‌شود. این مسئله ایراد مشترک تمام تانک‌های شوروی، روسی، اوکراینی و چینی است در حالیکه تانک‌های غربی مهمات را در قسمت مجزایی از برجک قرار می‌دهند که با صفحات مقاوم در مقابل موج انفجار محافظت می‌شود.

## کاربران

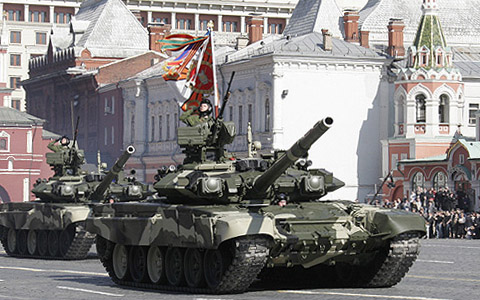
تی-۹۰آ ارتش روسیه در رژه روز پیروزی

در سال ۱۹۹۵ تی-۹۰ به عنوان تانک اصلی ارتش روسیه پذیرفته شده و تولید انبوه آن آغاز شد. این تانک به کشورهای هند، الجزایر، آذربایجان و ترکمنستان هم صادر شده است.
- الجزایر:الجزایر ۳۵۰ عراده تی-۹۰آ خریداری کرده است. قرارداد خرید ۱۸۵ عراده در سال ۲۰۰۹ و قرارداد دوم برای خرید ۱۲۰ عراده به ارزش ۴۷۰ میلیون دلار در سال ۲۰۱۱ به امضا رسید.[۴]
- جمهوری آذربایجان:100 عراده[۵]
- روسیه: در سال ۲۰۱۲ ارتش روسیه ۴۳۶ عراده تی-۹۰آ و ۳۰۷ عراده تی-۹۰اس را در خدمت دارد.[۶]
- ترکمنستان: ترکمنستان سفارش خرید ده عراده تی-۹۰ را در سال ۲۰۱۰ به ارزش حدود ۳۰ میلیون دلار و ۳۰ عراده دیگر را در سال ۲۰۱۱ به روسیه ارائه داد.[۴]
- هند: هند ۳۱۰ عراده تی-۹۰اس (مدل صادراتی تی-۹۰آ) را در سال ۲۰۰۱ از روسیه خریداری کرد که ۱۲۰ عراده به‌طور کامل در روسیه ساخته شده، نیمی از مونتاژ ۹۰ عراده و مونتاژ کامل ۱۰۰ عراده دیگر هم در هند انجام شد. در سال ۲۰۰۶ هم قراردادی به ارزش ۸۰۰ میلیون دلار برای ساخت ۳۳۰ عراده تی-۹۰ در هند با مجوز سازنده روسی امضا شد. مدل هندی تی-۹۰ که تی-۹۰ بهیشما نام دارد از تکنولوژی فرانسوی از جمله سیستم دید گرمایی کاترین-اف‌سی ساخت شرکت تالس هم استفاده می‌کند.

خریداری تی-۹۰ توسط هند با توجه به تأخیر در تکمیل طراحی تانک هندی آرجون و خرید تانک‌های اوکراینی تی-۸۰یودی توسط پاکستان صورت گرفت. همچنین شباهت تی-۹۰ و تی-۷۲ (تانک دیگر ارتش هند) و اشتراک لجستیکی ۶۰ درصدی این دو تانک که تولید، آموزش و تعمیر و پشتیبانی از آن را برای ارتش هند ساده‌تر می‌کند، در این انتخاب نقش مهمی داشت. در سال ۲۰۰۷ هم قراردادی به ارزش ۱٫۲۳ میلیارد دلار برای تولید مشترک ۳۴۷ عراده مدل ارتقایافته تی-۹۰ام بین هند و روسیه به امضا رسید. بر اساس برنامه ارتش هند بین سال‌های ۲۰۱۸–۲۰۲۰ بایستی ۱۶۴۰ عراده تی-۹۰ در ارتش هند فعال باشند.
- عراق: عراق ۷۳ عراده خریده است و بخشی را نیز تحویل گرفته است.[۷]

دولت قبرس نیز در سال ۲۰۰۹ بودجه لازم برای خرید ۴۱ عراده تی-۹۰ را در اختیار ارتش قرار داد اما یک سال بعد اعلام شد تی-۸۰ به جای تی-۹۰ از سوی قبرس خریداری خواهد شد. گزارش‌هایی در مورد احتمال خرید تی-۹۰ توسط ونزوئلا، عربستان، و لیبی هم منتشر شده که به واقعیت نپیوست.
- ایران: ایران مذاکراتی برای خرید این تانک با روسیه انجام داد که بر طبق گفتهٔ مقامات ایران گفته می‌شود برای خرید این تانک در حال مذاکره می‌باشند؛ و چندی پس از آن ایران تانک بومی کرار را معرفی کرد که شباهت بسیار زیادی به تی-۹۰ دارد.